# Brian Roloff
Brian Roloff (* 8. August 1986 in West Seneca, New York) ist ein US-amerikanischer Eishockeyspieler, der zuletzt bei den Ravensburg Towerstars in der DEL2 unter Vertrag stand.

## Karriere
Brian Roloff begann seine Karriere als Eishockeyspieler bei den Green Bay Gamblers, für die er von 2004 bis 2006 in der Juniorenliga United States Hockey League aktiv war. Anschließend besuchte er vier Jahre lang die University of Vermont und spielte parallel für deren Eishockeymannschaft in der National Collegiate Athletic Association, ehe er gegen Ende der Saison 2009/10 für die Providence Bruins aus der American Hockey League sein Debüt im professionellen Eishockey gab. Die folgende Spielzeit verbrachte er bei deren Ligarivalen Portland Pirates, für die er in insgesamt 83 Spielen vier Tore erzielte und 21 Vorlagen gab.
Zur Saison 2011/12 wurde Roloff von den Augsburger Panthern aus der Deutschen Eishockey Liga verpflichtet.

## AHL-Statistik
(Stand: Ende der Saison 2010/11)